# 脱绒蛇葡萄
脱绒蛇葡萄（学名：Ampelopsis tomentosa var. glabrescens）为葡萄科蛇葡萄属下的一个变种。

## 扩展阅读
- 維基物種上的相關：脱绒蛇葡萄